# Martfeld
Martfeld là một đô thị thuộc the huyện Diepholz, trong bang Niedersachsen, Đức. Đô thị này có diện tích km²..
Martfeld có cự ly khoảng 36 km về phía đông nam của Bremen.
Các đô thị giáp ranh là Schwarme và Bruchhausen-Vilsen
Các đơn vị dân cư:
- Hollen
- Hustedt
- Kleinenborstel
- Loge
- Martfelder Heide
- Tuschendorf